# Sol Pérez
María Sol Pérez (José León Suárez, provincia de Buenos Aires, 16 de julio de 1993), conocida simplemente como Sol Pérez, es una modelo, gimnasta, periodista y presentadora de televisión argentina. Es conocida por haber sido la presentadora del estado del tiempo del programa Sportia en TyC Sports y concursante del programa Bailando por un sueño 2017 y 2018. Actualmente participa de Cortá por Lozano y Gran Hermano: el debate por Telefe.

## Biografía
María Sol Pérez nació el 16 de julio de 1993 en la ciudad de José León Suárez, provincia de Buenos Aires. Es la hija segunda de Claudia Pérez y Horacio Pérez. Tiene dos hermanos, Matías, el mayor, y Manuel, el menor.
A los cinco años comenzó a aprender gimnasia artística. También ha participado en voleibol, baloncesto, natación y patinaje, este último lo continúa practicando. Fruto de dicha afición lleva en la espalda tatuada a una niña haciendo patín, lo cual hace alusión a la primera medalla que ganó en un torneo nacional, en Mar del Plata.
Al finalizar sus estudios secundarios, decidió estudiar la carrera de Derecho, en paralelo con su vida mediática. Estudió durante cinco años en la Universidad de Buenos Aires, pero por complicaciones con los horarios, se encuentra estudiando en la Universidad Siglo 21.
Desde octubre de 2019 mantiene una relación sentimental con el empresario Guido Mazzoni.

## Trayectoria
En 2014 hizo su primera participación en televisión en la primera temporada del programa juvenil Combate, donde formó parte del equipo rojo. Tras haber participado por un tiempo, decidió renunciar.
En enero de 2015, regresó al ciclo de entretenimiento de Canal 9, como integrante de la tercera generación. En esa oportunidad, no solo compitió, sino también solía hablar de moda e incluso fue elegida como la participante más coqueta. Sin embargo, las fuertes peleas que tuvo con una compañera en instancias finales de la competencia la llevaron a presentar nuevamente su renuncia. Ese mismo año, desempeñó el rol de secretaria en el programa "Uno contra uno", conducido por su tío, Fabián Pérez.
En 2016 trabajó como presentadora del tiempo en el programa Sportia, emitido por TyC Sports. La joven acaparó las miradas del público y recibió el apodo de "La chica del clima". Al año siguiente, renunció por conflictos internos con la empresa.
En 2017, tras ser furor en las redes sociales, fue convocada como participante del Bailando por un sueño 2017, donde quedó eliminada próxima a las semifinales del mismo reality, ocupando el quinto lugar del certamen emitido por Showmatch.
En 2018 debutó en el rol de panelista del programa Pampita Online. Poco tiempo después, tras la salida de Pampita, conductora original del programa, ocupó el lugar de conductora del mismo ciclo, que fue renombrado como Online.
En julio de 2018, trabajó como panelista en el programa de espectáculos Los especialistas del show, emitido por El Trece. En septiembre de ese mismo año, nuevamente participó del Bailando 2018, donde fue sentenciada en seis ocasiones y eliminó a Natalie Weber, siendo finalmente eliminada por María del Cerro y Facundo Mazzei, luego de tres meses de competencia. Luego, junto a Nicolás Occhiato, fue conductora la segunda edición de los Premios Martín Fierro Digital 2018.
Durante el verano de 2019 fue movilera de Involucrados y Gente opinando. En marzo de ese año comenzó a conducir Gossip (anteriormente llamado Online) junto a sus compañeros Luis Piñeyro y Ángeles Balbiani. Posteriormente se sumó como panelista a Las Rubias e Involucrados.
En enero de 2020, participó en el reality show Divina Comida en el cual quedó en 5.o lugar. En marzo también, se unió al panel de Incorrectas, programa conducido por Moria Casán, aunque poco después el programa salió del aire por la pandemia de COVID-19. En abril del mismo año, se sumó al noticiero de Canal 26 como conductora.
En 2021, forma parte de la segunda temporada del reality show MasterChef Celebrity Argentina, en el que fue la 5.a eliminada en marzo pero volvió a ingresar a la competencia gracias al repechaje en abril.

### Como actriz
En el verano de 2018, integró el elenco de la obra teatral "La isla encantada", presentada en Villa Carlos Paz, junto a Marcelo Polino, Freddy Villareal, Pedro Alfonso, Carolina Papaleo, entre otros.
En julio de 2018, debutó en el cine interpretando a Jessica en la quinta película de la saga Bañeros, Lentos y cargosos, la cual recibió numerosas críticas negativas. Además, se sumó a la obra teatral "Magnífica", junto al comediante Bicho Gómez, Valeria Archimó y Federico Bal, entre otros.
En la temporada de verano de 2019 formó parte de la revista "Nuevamente juntos" como primera vedette junto a Carmen Barbieri, Santiago Bal, Micaela Viciconte y Federico Bal.
En el verano de 2020 integró la obra de teatro "Veinte millones" junto a Carmen Barbieri, Marcelo de Bellis, Alberto Martin, Sebastián Almada y Mónica Farro, con la cual tuvo varias peleas que con el tiempo hicieron que Pérez deje la obra. En noviembre de ese año, protagonizó junto a Hernán Drago y Nazareno Mottola "Dos solteros post pandemia", una obra de comedia, transmitida vía streaming.

## Filmografía
| Año           | Título                              | Rol                         | Medio        | Notas                          |
| ------------- | ----------------------------------- | --------------------------- | ------------ | ------------------------------ |
| 2014          | Uno contra uno                      | Secretaria                  |              |                                |
| 2014          | Combate                             | Concursante del Equipo Rojo | El Nueve     | 1.ª eliminada                  |
| 2015          | Combate 3G                          | Concursante del Equipo Rojo | El Nueve     | Abandono voluntario            |
| 2016–2017     | Sportia                             | Presentadora del clima      | TyC Sports   |                                |
| 2017          | Showmatch: Bailando 2017            | Concursante                 | El Trece     | 20.ª eliminada                 |
| 2018–2019     | Gossip                              | Panelista / Conductora      | Telefe y KZO |                                |
| 2018          | Los especialistas del show          | Panelista                   | El Trece     |                                |
| 2018          | Showmatch: Bailando 2018            | Concursante                 | El Trece     | 13.ª eliminada                 |
| 2019          | Gente opinando                      | Movilera                    | Net TV       |                                |
| 2019          | Chismoses                           | Conductora de reemplazo     | Net TV       |                                |
| 2019          | Las rubias                          | Panelista                   | Net TV       |                                |
| 2019          | Polémica en el bar                  | Actriz en sketch            | América TV   | Segmento: La pelu de don Mateo |
| 2019–2020     | Involucrados                        | Panelista                   | América TV   |                                |
| 2019–2020     | Tarde pero temprano                 | Conductora                  | Net TV       |                                |
| 2020          | Divina comida                       | Participante                | Telefe       | 5.to lugar (semana 1)          |
| 2020          | Incorrectas                         | Panelista                   | América TV   |                                |
| 2020–2021     | Noticias de 20 a 22                 | Conductora                  | Canal 26     |                                |
| 2020–2021     | Santo sábado                        | Panelista                   | América TV   |                                |
| 2021          | MasterChef Celebrity Argentina 2    | Concursante                 | Telefe       | 3.er Lugar / 5.ª eliminada     |
| 2021–2022     | Nosotros a la mañana                | Panelista                   | El Trece     |                                |
| 2022          | La noche del 26                     | Conductora                  | Canal 26     |                                |
| 2022–presente | Gran Hermano                        | Panelista en el debate      | Telefe       | Temporada 10, 11 y 12          |
| 2022–2025     | Cortá por Lozano                    | Panelista                   | Telefe       |                                |
| 2023          | The Challenge Argentina: El Desafio | Concursante                 | Telefe       | Ganadora                       |
| 2025–presente | El noticiero de la gente            | Columnista                  | Telefe       |                                |

| Año  | Título                       | Rol     | Notas          |
| ---- | ---------------------------- | ------- | -------------- |
| 2018 | Bañeros 5: Lentos y cargosos | Jessica | Coprotagonista |

| Año  | Título                             | Rol          | Plataforma             | Notas                  |
| ---- | ---------------------------------- | ------------ | ---------------------- | ---------------------- |
| 2018 | Premios Martín Fierro Digital 2018 | Presentadora | Streaming              |                        |
| 2021 | After Hour: La otra competencia    | Concursante  | Telefe.com / +MiTelefe | Eliminada, 4 episodios |
| 2024 | Rumis                              | Coconductora | Streaming              | [ 40 ]                 |

## Radio
| Año       | Programa    | Rol        | Emisora         |
| --------- | ----------- | ---------- | --------------- |
| 2018–2020 | Show Attack | Conductora | Radio Latina FM |

## Teatro
| Año       | Título                                | Rol       | Lugar                                  |
| --------- | ------------------------------------- | --------- | -------------------------------------- |
| 2017–2018 | La isla encantada                     | Malena    | Teatro del Lago (Villa Carlos Paz)     |
| 2018      | Magnífica                             | Varios    | Teatro Corrientes 1760 (Mar del Plata) |
| 2018–2019 | Nuevamente juntos, un amor de revista | Varios    | Teatro Atlas (Mar del Plata)           |
| 2019–2020 | Veinte millones                       | Mia       | Teatro Atlas (Mar del Plata)           |
| 2020      | Dos solteros post pandemia            | Profesora | Streaming                              |

## Premios y nominaciones
| Año  | Premio                          | Categoría                                    | Trabajo nominado        | Resultado | Ref.   |
| ---- | ------------------------------- | -------------------------------------------- | ----------------------- | --------- | ------ |
| 2015 | Premios Notirey                 | Diosa de combate                             | Combate                 | Nominada  | [ 41 ] |
| 2017 | Premios Martín Fierro Digital   | Mejor estrella digital                       | Ella misma              | Nominada  | [ 42 ] |
| 2017 | Premios Notirey                 | Revelación femenina                          | Showmatch               | Nominada  |        |
| 2018 | Premios VOS                     | Mejor figura en redes                        | La isla encantada       | Nominada  | [ 43 ] |
| 2018 | Premios Notirey                 | Actuación femenina en musical y/o music hall | Magnífica               | Nominada  | [ 44 ] |
| 2018 | Premios Los Más Clickeados      | Famosos con más rating en internet           | Ella misma              | Ganadora  | [ 45 ] |
| 2018 | Premios Martín Fierro Digital   | Estrella digital                             | Ella misma              | Ganadora  | [ 46 ] |
| 2019 | Premios Los Más Clickeados 2019 | Famosos con más rating en internet           | Ella misma              | Ganadora  | [ 47 ] |
| 2023 | Premios Martin Fierro           | Mejor Panelista                              | Gran Hermano: El debate | Nominada  | [ 48 ] |